# Bikku Bitti
Bikku Bitti, är det högsta berget i Libyen. Bergets topp når 2266 meter över havet.
Det ligger i bergskedjan Tibesti i södra Libyen, nära gränsen mot Tchad.